# Йос Носбаум
«Йос Носба́ум» (люкс. Stade Jos Nosbaum) — футбольный стадион, находящийся на юге Люксембурга. В настоящее время принадлежит команде «Ф91 Дюделанж». Вместимость стадиона — 2950 мест. На главной трибуне находится 592 сидячих места (442 обычных сидячих мест, 150 VIP-мест). На 2-й трибуне находится 965 сидячих мест. Также на стадионе есть 1700 стоячих мест.
В 2006 году на этом стадионе прошли два матча чемпионата Европы 2006 (до 17 лет): матч Сербия — Чехия (1:2 в пользу Чехии) и матч Бельгия — Сербия (ничья 1:1).